# Малков, Анатолий Александрович
Анатолий Александрович Малков (8 июля 1981, Волгоград) — российский и казахстанский футболист, полузащитник.
Воспитанник футбольной школы Геленджика (первый тренер Сергей Смирнов) и УОР Волгоград. В 1998—2000 годах играл во втором дивизионе за дубль волгоградского «Ротора», в 2001—2002 — за «Энергетик» Урень. В 2003—2014 годах выступал в Казахстане за клубы «Есиль» / «Окжетпес» Кокшетау (2003—2004, 2008—2009), «Актобе» (2005—2006), «Восток» Усть-Каменогорск (2007, 2010), «Атырау» (2011). «Кайсар» Кзыл-Орда (2011—2012), «Кызыл-Жар СК» Петропавловск (2013—2014). Чемпион Казахстана 2005 года. С 2015 года — игрок «Спартака» Геленджик в чемпионате Краснодарского края. С сентября 2022 — игрок команды «Виста-КубГУ» (Геленджик).
Участник юношеского чемпионата Европы 1998 года.